# Croix votive à Futog
La croix votive (en serbe cyrillique : Заветни крст у Футогу ; en serbe latin : Zavetni krst u Futogu) est située à Futog, sur le territoire de la ville de Novi Sad, en Serbie. En raison de sa valeur patrimoniale, elle est inscrite sur la liste des monuments culturels protégés de la république de Serbie (identifiant no SK 1530).

## Présentation
La croix votive, située à proximité de l'église Saint-Côme-et-Saint-Damien, a été érigée le 22 août 1803. De style classique, elle constitue un des rares exemples de monuments de cette époque préservés sur le territoire de Novi Sad.
Elle a été restaurée en 2015.